# Sặt gai
Sặt gai, tên khoa học Chimonobambusa microfloscula, là một loài thực vật có hoa trong họ Hòa thảo. Loài này được McClure mô tả khoa học đầu tiên năm 1940.